# Milton Babbitt
Milton Byron Babbitt, född 10 maj 1916 i Philadelphia, Pennsylvania, död 29 januari 2011 i Princeton, New Jersey, var en amerikansk tonsättare, framför allt känd för sin seriella och elektroniska musik.

## Verk (urval)
- DU: song cycle for soprano and piano; [text: August Stramm], (Hillsdale, N.Y. : Boelke-Bomart, 1957), tyska 11 s. [musiktryck: International contemporary series]

## Fotnoter
1. 1 2  SNAC, SNAC Ark-ID: w6057fgv, läs online, läst: 9 oktober 2017.[källa från Wikidata]
2. ↑  Brockhaus Enzyklopädie, Brockhaus Enzyklopädie-ID: babbitt-milton-byron, läst: 9 oktober 2017.[källa från Wikidata]
3. 1 2  Gran Enciclopèdia Catalana, Grup Enciclopèdia Catalana, Gran Enciclopèdia Catalana-ID (tidigare schema): 00064600030866.[källa från Wikidata]
4. ↑  läs online, www.guardian.co.uk  .[källa från Wikidata]
5. 1 2 3 4 5 6  läs online, www.oxfordmusiconline.com  , läst: 28 februari 2015.[källa från Wikidata]
6. 1 2  abART, abART person-ID: 140186, läst: 1 april 2021.[källa från Wikidata]
7. ↑  läs online, artsandletters.org , läst: 7 juli 2021.[källa från Wikidata]
8. ↑  läs online, www.pulitzer.org .[källa från Wikidata]
9. ↑  läs online, alumni.princeton.edu .[källa från Wikidata]